# RNIE4 (Benin)
Die RNIE 4 ist eine Fernstraße in Benin, die in Tohoun an der Grenze zu Togo beginnt und in Illara, an der Grenze zu Nigeria, endet.
Sie beginnt in Togo und kommt als N6 nach Benin, wo sie als RNIE4 weitergeführt wird. In Illara endet dann die Nummerierung der Fernstraße und wird als unnummerierte Straße auf nigerianischer Seite weitergeführt. Sie ist 155 Kilometer lang.